# Čimhová
Čimhová is een Slowaakse gemeente in de regio Žilina, en maakt deel uit van het district Tvrdošín.
Čimhová telt 682 inwoners.